# Клан Патерсон
Клан Патерсон (шотл. — Clan Paterson, гел. — Clan Mac Padraig) — клан Мак Патрайг — один з кланів рівнинної частини Шотландії — Лоулендсу. Клан визнаний герольдами Шотландії та лордом Лева як окремий самостійний клан, але клан не має визнаного герольдами Шотландії вождя, тому називається в Шотландії «кланом зброєносців».
Гасло клану: Huc Tendimus Omnes — Ми всі повинні прагнути цього (лат.)
Землі клану: Північні береги озера Лох-Файн

## Історія клану Патерсон

### Походження клану Патерсон
Назва клану Патерсон походить від гельської назви цього клану Мак Патрайг (гел. — Mac Padraig), що в свою чергу є скороченим варіантом гельської назви Мак Гілле Падрайг (гел. — Mac Gille Padraig), що означає син послідовників Святого Патріка. Вважається, що це є свідченням того, що предком клану Патерсон був священиком Кельтської церкви. У давні часи в Кельтській церкві священикам було дозволено одружуватись, тому цілком можливо, що засновник клану Патерсон був частиною церковної ієрархію.
У ХІІІ столітті вожді клану Мак Гілле Патрайг поселились на березі озера Лох-Файн і клан стає відомим і чисельним в Лоуленсі. Щодо прізвища Патерсон, то в 1994 році це прізвище було одним з 20 найпоширеніших прізвищ в рівнинній частині Шотландії.
У Камбрії, що нині є частиною північної Англії є земля Паттердейл у Вестморленді, що колись називалась Патрікдейл, що означало «Долина Святого Патріка». Колись ця територія була частиною давнього шотландського королівства Стратклайд.

### XV—XVI століття
Джентльмен на ім'я Вільям Патерсон згадується в королівських грамотах на володіння землями як свідок у 1446 році в документах міста Абердин. Дональд Патірсон був у 1494 році мешканцем міста Абердин. У 1544 році Роберт Патерсон значиться в документах як «капітан корабля Данді». Джон Патерсон фігурує в документах 1553 року як землевласник в околицях Глазго. У 1557 році Фіндлей Патерсон арендує землі Овара Елріка в абатстві Купар. У тому ж році від Джона Патерсона та Девіда Патерсона з Купера поступили в державну скарбницю кошти. Жителі міста Норбервік — Джон Патерсон та Джордж Патерсон у 1562 році були ченцями монастиря Каоросс у Файфі. У 1563 році Джеймс Патерсон був шерифом та депутатом від Інвернесса в парламенті Шотландії. Пізніше він став головою землі Інвернесс.

### XVII—XVIII століття
Вільям Патерсон (1658—1719), що народився в Тінвалді, що в Данфрісі був засновником Банку Англії у 1694 році. У наступному році він став одним із засновників Банку Шотландії. Крім цього він ввійшов в історію як творець проекту «Дарієн», що завершився повною катастрофою. Суть проекту полягала в тому, щоб створити шотландську колонію в Центральній Америці.
Клан Патерсон відіграв певну роль у повстанні якобітів у 1745 році. Сер Х'ю Патерсон — ІІ баронет Патерсон з Баннокберн дав притулок принцу Чарльзу Едварду Стюарту — лідеру якобітів в січні 1746 року. Племінниця сера Х'ю Патерсона — Клементина стала коханкою принца Чарлі і народила від нього дочку — Шарлотту Стюарт — герцогиню Олбані. Замок Беннокберн стоїть досі, в такому ж стані, коли там жив принц Бонні Чарлі.

## Патерсони Хайленду
Клани Гайленду МакЛарен та Фаркухарсон мають септи, які називаються Патерсон. Ці септи відомі як «Патерсони Півночі» і в історичних переказах про них говориться, що вони є нащадками Патріка — онука Феркуфарсона, від якого клан Фаркухарсон отримав свою назву.